# Freelove
Freelove – 38. singiel grupy Depeche Mode, trzeci z albumu Exciter, wydany w Wielkiej Brytanii 5 listopada, a w USA 11 grudnia 2001 roku.

## 12": Mute / 12Bong32 (UK)
Sporządzono na podstawie materiału źródłowego.
1. "Freelove" (Console Remix) (4:46)
2. "Freelove" (Schlammpeitziger "Little Rocking Suction Pump" Version) (6:52)
3. "Zenstation" (Atom's Stereonerd Remix) (5:39)
4. "Freelove" (Bertrand Burgalat Remix) (5:30)
5. "Freelove" (DJ Muggs Remix) (4:26)

## CD: Mute / CDBong32 (UK)
Sporządzono na podstawie materiału źródłowego.
1. "Freelove" (Flood Mix) (3:59)
2. "Zenstation" (6:24)
3. "Zenstation" (Atom's Stereonerd Remix) (5:39)

## CD: Mute / LCDBong32 (UK)
Sporządzono na podstawie materiału źródłowego.
1. "Freelove" (Bertrand Burgalat Remix) (5:30)
2. "Freelove" (Schlammpeitziger "Little Rocking Suction Pump" Version) (6:52)
3. "Freelove" (DJ Muggs Remix) (4:26)

## DVD: Mute / DVDBong32 (UK)
Sporządzono na podstawie materiału źródłowego.
1. "Freelove" (Live) (6:57)
2. "Breathe" (Live) (5:32)
3. "The Dead of Night" (Live) (5:08)

## Promo 12": Mute / P12Bong32 (UK)
Sporządzono na podstawie materiału źródłowego.
1. "Freelove" (Console Remix) (4:46)
2. "Freelove" (Schlammpeitziger "Little Rocking Suction Pump" Version) (6:52)
3. "Zenstation" (Atom's Stereonerd Remix) (5:39)
4. "Freelove" (Bertrand Burgalat Remix) (5:30)
5. "Freelove" (DJ Muggs Remix) (4:26)

## Promo 2x12": Mute / PL12Bong32 (UK)
1. "Freelove" (Deep Dish Freedom Remix) (11:47)
2. "Freelove" (Josh Wink Vocal Interpretation) (8:44)
3. "Freelove" (Deep Dish Freedom Dub) (11:16)
4. "Freelove" (Powder Productions Remix) (8:00)

## CD: Reprise / 2-42419 (US)
Sporządzono na podstawie materiału źródłowego.
1. "Freelove" (Flood Mix) (3:59)
2. "Freelove" (DJ Muggs Remix) (4:26)
3. "Zenstation" (6:24)
4. "Freelove" (Bertrand Burgalat Remix) (5:30)
5. "Freelove" (Schlammpeitziger "Little Rocking Suction Pump" Version) (6:52)
6. "Zenstation" (Atom's Stereonerd Remix) (5:39)

## Promo 2x12": Reprise / PRO-A-100794 (US)
Sporządzono na podstawie materiału źródłowego.
1. "Freelove" (Deep Dish Freedom Remix) (11:47)
2. "Freelove" (Josh Wink Vocal Interpretation) (8:44)
3. "Freelove" (Deep Dish Freedom Dub) (11:16)
4. "Freelove" (Powder Productions Remix) (8:00)

## Promo CD: Reprise / PRO-CD-100794 (US)
Sporządzono na podstawie materiału źródłowego.
1. "Freelove" (Dave Bascombe Remix) (4:07)
2. "Freelove" (DJ Muggs Remix) (4:24)
3. "Freelove" (Flood Mix) (3:59)

## Pozycje na listach przebojów
| Lista (2001)                     | Pozycja |
| -------------------------------- | ------- |
| Austrian Singles Chart           | 61      |
| Danish Singles Chart             | 5       |
| Finnish Singles Chart            | 11      |
| French Singles Chart             | 52      |
| German Singles Chart             | 8       |
| Italian Singles Chart            | 3       |
| Dutch Singles Chart              | 65      |
| Romanian Singles Chart           | 12      |
| Swedish Singles Chart            | 20      |
| Swiss Singles Chart              | 67      |
| UK Singles Chart                 | 19      |
| US Billboard Hot Dance Club Play | 1       |

## Twórcy

### Depeche Mode
- David Gahan - wokale główne
- Martin Gore - gitara, chórki
- Andrew Fletcher - syntezator, gitara basowa, zarządzanie

### Pozostali
- Mark Bell - produkcja, syntezator, automat perkusyjny
- Airto Moreira - instrumenty perkusyjne